# Benefici eclesiàstic
Un benefici eclesiàstic és un ens jurídic erigit per l'autoritat eclesiàstica a títol vitalici i que comportava un ofici espiritual i que proporcionava a qui l'exercia, durant l'edat mitjana i l'Antic Règim, el dret a gaudir d'una prebenda o renda (provinent de béns immobles, de delmes, censals, drets per l'administració de sagraments, etc.) i altres privilegis de caràcter judicial, fiscal o militar.

## Evolució històrica
A partir del concili de Trento, era impossible arribar a ser capellà —o accedir a qualsevol altre orde religiós— sense haver pres possessió abans d'un benefici que garantís la subsistència de l'aspirant.
Els que eren fundats i dotats per un particular o una corporació, laica o eclesiàstica, són els beneficis de patronat. Quan només poden presentar-se a un benefici els fills d'una parròquia, regió o país, hom parla de beneficis patrimonialitzats (val a dir que fins al 1714, en què foren abolides per Felip V d'Espanya, les Constitucions catalanes establien que els beneficis eclesiàstics havien de correspondre sempre a persones naturals del Principat de Catalunya). Són beneficis dobles quan, a més d'implicar la celebració d'actes de culte, hi afegeixen la cura d'ànimes, amb dignitats catedralícies com la de mestrescola (cabiscol o caput scholae).
Al llarg del segle xviii el regalisme, desitjant la reforma econòmica i política de l'Església, va criticar el nombre excessiu de beneficis simples que hi havia a Espanya. Fruit d'aquest corrent va ser el Plan Beneficial de Reforma elaborat pel Consell de Castella el 1769.
Finalment, ja dins de la maror liberal subsegüent a la Primera Guerra Carlina, en virtut de la Llei de 19 d'agost del 1841 moltes rendes foren adjudicades als hereus dels fundadors. No es va trigar gaire a desamortitzar i subhastar els patrimonis que els sostenien.